# Provincia del Vierzo
La provincia del Vierzo fue una antigua división provincial española aprobada en la organización territorial de 1822 dentro de la región de León. Comprendía la actual comarca del Bierzo, además de otros municipios de la provincia de León y algunos territorios hoy repartidos entre las provincias de Lugo y Orense.

## Introducción
Han existido diversas entidades administrativas bercianas a lo largo de la historia. Así, El Bierzo era una de las cuarenta provincias que formaban la Corona de Castilla desde el Repartimiento de 1591. Hasta la división territorial de Floridablanca, en 1789, se unía, habitualmente, a León y Asturias, refiriéndose en los documentos a ella como "Partido de Ponferrada", "Partido del Bierzo" o "Provincia del Vierzo".

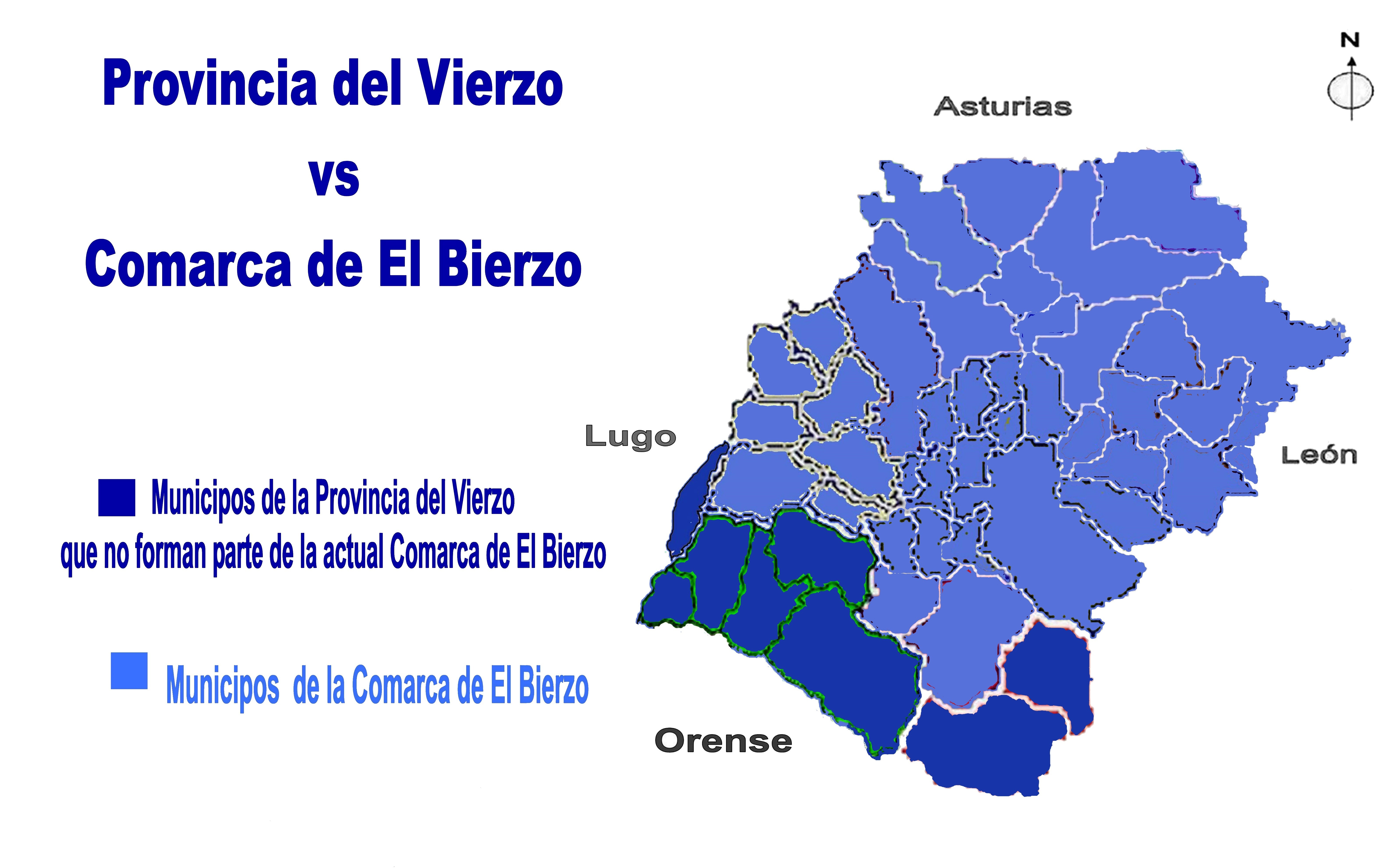
El territorio de la provincia del Vierzo en comparación con la actual Comarca de El Bierzo (no se incluye parte del actual municipio de Truchas que estaba dentro de la provincia del Vierzo). Faltan la comarca de Trives y de Viana que estuvieron en el proyecto de recrear la provincia de Pascual Madoz, de la que no se concretó (que se sepa) si entraría todo el territorio de la actual comarca de Trives, o sólo parte de ella

Tras 1789 se hace necesaria una nueva reorganización del territorio, pero los sucesivos intentos de integrar El Bierzo en la provincia de León o en la prefectura de Astorga hacen que la región del Bierzo siga reclamando el estatus de provincia, aún durante la guerra, y aún existiendo dos sectores enfrentados, que si bien defendían en el fondo lo mismo, lo formulaban de distintas maneras:
- Partidarios del Antiguo Régimen o Conservadores: partidarios de la división en partidos.
- Liberales: división inspirada en el modelo departamental francés de 1791 (véase Prefecturas de España).

Sea como fuera, se necesitaba una nueva división, adecuada a los nuevos tiempos, que fue impulsada por la incipiente burguesía, y para ello hacía falta un nuevo modelo de estado.

## Antecedentes históricos
Es posible encontrar diversos ejemplos de esa identidad a lo largo de la historia del Bierzo, desde el lejano siglo VII en el que se habla de territorio bergidense, hasta cartas en el 1567 solicitando una independencia administrativa. Como pone de relevancia el historiador astorgano José María Luengo, los bercianos seguían llamando, a El Bierzo, provincia, independientemente de la fórmula administrativa en la que se encuadrase El Bierzo. Ya en el 1735, en la portada de la rarísima edición: "Príncipe de la historia del célebre santuario de Nuestra Señora de las Hermitas (sic)", escrito por Juan Manuel de Contreras, dice que era cura de la parroquial de Santalla "en la provincia del Bierzo (sic)" y en 1786, Tomás López realizó el mapa cuyo imagen vemos encabezando este artículo en el que se pone de relieve le denominación habitual de "Provincia del Vierzo (sic)".
En 1780, se constituyeron los partidos de León, Asturias y Ponferrada.
En 1789, se dividió la actual provincia de León en tres partes: León, Astorga y Ponferrada.

## Origen de la provincia en el Trienio Liberal

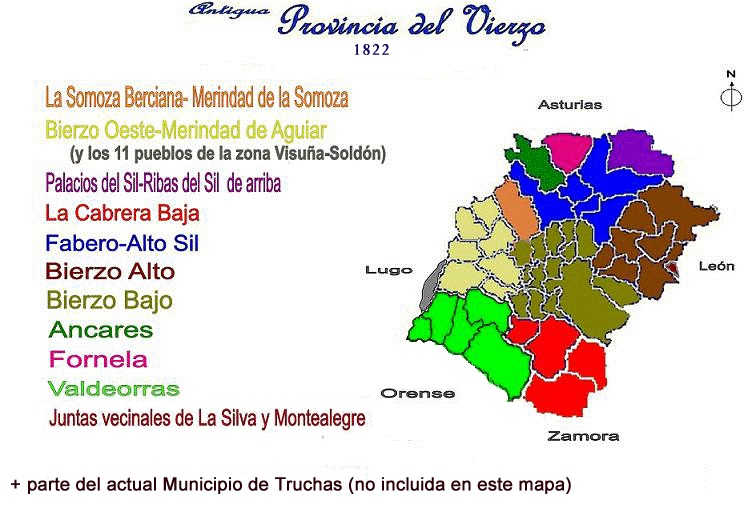
La provincia del Vierzo con las comarcas tradicionales (coloreadas sobre la base de municipios actuales). El territorio se corresponde con la antigua provincia de 1821 (delimitación territorial definitiva de 1822) exceptuando parte del actual municipio de Truchas se incluye La Silva y Montealegre y los 11 pueblos de la merindad de Aguiar que fueron incorporados tras la desaparición de la provincia a la provincia de Lugo (zona Visuña-Soldón). También se representa parte del partido judicial de Viana (éste y varios pueblos de la provincia de Zamora, fueron propuestos por Madoz a mediados del siglo XIX en la idea de una nueva provincia como parte de la misma)

Tras la jura de la Constitución de 1812 por el Rey el 9 de marzo de 1820 se inicia en la Cortes un nuevo proceso, con carácter de urgencia, de organización administrativa del Reino, nombrándose una comisión.
La provincia del Vierzo suscita numerosos problemas cuyo origen es la rivalidad entre las dos principales ciudades de la región: Ponferrada (468 vecinos) y Villafranca del Bierzo (690 vecinos) (entonces Villafranca del Vierzo) enfrentadas desde la guerra representando la primera a los nuevos poderes económicos, la nueva burguesía (comerciantes e industriales), y la segunda a los poderes tradicionales del Antiguo Régimen (pequeña nobleza, terratenientes, clericatura). Ambas ciudades ponen todos sus recursos y argumentos al servicio de la obtención de la capitalidad provincial.
En el proyecto de división provincial del cartógrafo mallorquín Bauzá y del ingeniero Larramendi de 1821 se contemplaba la creación de la provincia de Ponferrada, que quedaría, posteriormente descartada en favor de la provincia del Vierzo con capital en Villafranca del Bierzo.
En septiembre de 1821, la comisión encargada decidió constituir la provincia del Vierzo, pero aún quedaba por determinar la capitalidad, comenzándose el debate en sí el 10 de octubre. Buscando las dos candidatas apoyos y argumentos hasta el último momento, resultó que el 14 de octubre prevalecieron los argumentos de Villafranca del Vierzo, que pasó a ser la capital. Se publicó en la Gaceta de Madrid el 16 de octubre con el nombre de provincia del Vierzo, capital Villafranca.
El 27 de enero de 1822 se publica el Decreto por el que El Bierzo se convierte en provincia, con el nombre de provincia de Villafranca y capital en Villafranca. Cuenta entonces con 86.365 habitantes y ejerce su jurisdicción sobre los Partidos Judiciales de Villafranca del Vierzo, Ponferrada, Toreno, y El Barco de Valdeorras, los límites iniciales son: " Por el  Norte, la cordillera que actualmente divide a Asturias de León desde el monte del Cuadro, origen del río Cúa, hasta el nacimiento del río Sil en Leitariegos; al Este, la línea divisoria de aguas al Cabrera y Eria, monte Teleno, puertos de Foncebadón, Fonfría, Manzanal y la divisoria al Sil y al Orbigo, pasando por la montaña de Salientes y siguiendo al collado de Cerredo y puerto de Leitariegos; al sur, las sierras de Cabrera que dan origen al río de este nombre; y por el oeste, el antiguo límite de Galicia desde el monte del Cuadro hasta el origen del Bisuña; de allí seguía por los montes que forman el valle de Orres hasta el puente de Cigarrosa, desde donde continuaba por los altos a buscar la sierra del Eje y la Peña Trevinca, siguiendo por el nacimiento del río Casoyo a unirse con la sierra de Cabrera, el valle de Orres y los concejos del Sil de arriba y de Abajo, Salientes, Salentinos y Valseco, Tejedo y Mata de Otero quedaban comprendidos en esta provincia".
Posteriormente, el 31 de agosto de 1822 se presentan estas rectificaciones pero no se llegan a aprobar debido al restablecimiento del absolutismo: "Por el norte comienza la línea divisoria en el santuario de Nª Sra. de Carrasconte, entre las Babias que quedan acogidas a León y Laciana al Bierzo; sigue por entre la Vega de los Viejos y Lumajo hasta la cumbre de este último pueblo, continuando con la raya con Asturias a buscar el puerto de Leitariegos; camina por los de Cerredo y Cienfuegos a buscar el monte del Cuadro. Por el Poniente, a partir del Cuadro sigue por las sierras de Palo, Pozo, Comeal hasta el puerto de Piedrafita desde donde marcha por las sierras del Cebrero y monte del Faro que dividen aguas a los ríos Valcarce y Lor, Bisuña y Quiroga, hasta buscar el nacimiento del río Soldón; marcha por el curso de este río hasta su confluencia con el Sil; sigue por la margen derecha del Sil hasta su unión con el Bibey; continúa subiendo por la margen derecha de este río hasta el pueblo de Baho inclusive. Por el sur, partiendo del estribo de montaña que hay al Mediodía de dicho pueblo y norte de Buján, sigue hasta el monte de S. Bernabé desde el cual corre por las montañas que dividen las aguas de los valles del Bollo y Viana hasta encontrar los altos de Sobre Ramilo; desde este punto marcha por lo más elevado de las sierras de Porto y Calva a Peña Trevinca, continuando desde aquí a las montañas de La Cabrera que forman las grandes vertientes a los ríos Duero y Sil, siguiendo por la sierra del Yugo. Por el oriente, a partir de la sierra del Yugo, va por los montes de la Portilla, el Colinas y pasando por el oeste de Corporales sigue a lo alto del monte Teleno, sierra de Osma, Foncebadón, Fonfría, dirigiéndose al este de Manzanal, marcha por las montañas aguas vertientes al Sil y Orbigo hasta la montaña de Salientes, situada al oriente de dicho pueblo, desde la que pasa a Río Obscuro y Villar Quemado, para morir de nuevo en el santuario de Carrasconte".
En líneas generales los límites de la provincia coinciden con el mapa de 1786 aquí representado más la comarca de Valdeorras.

## Diputados provinciales

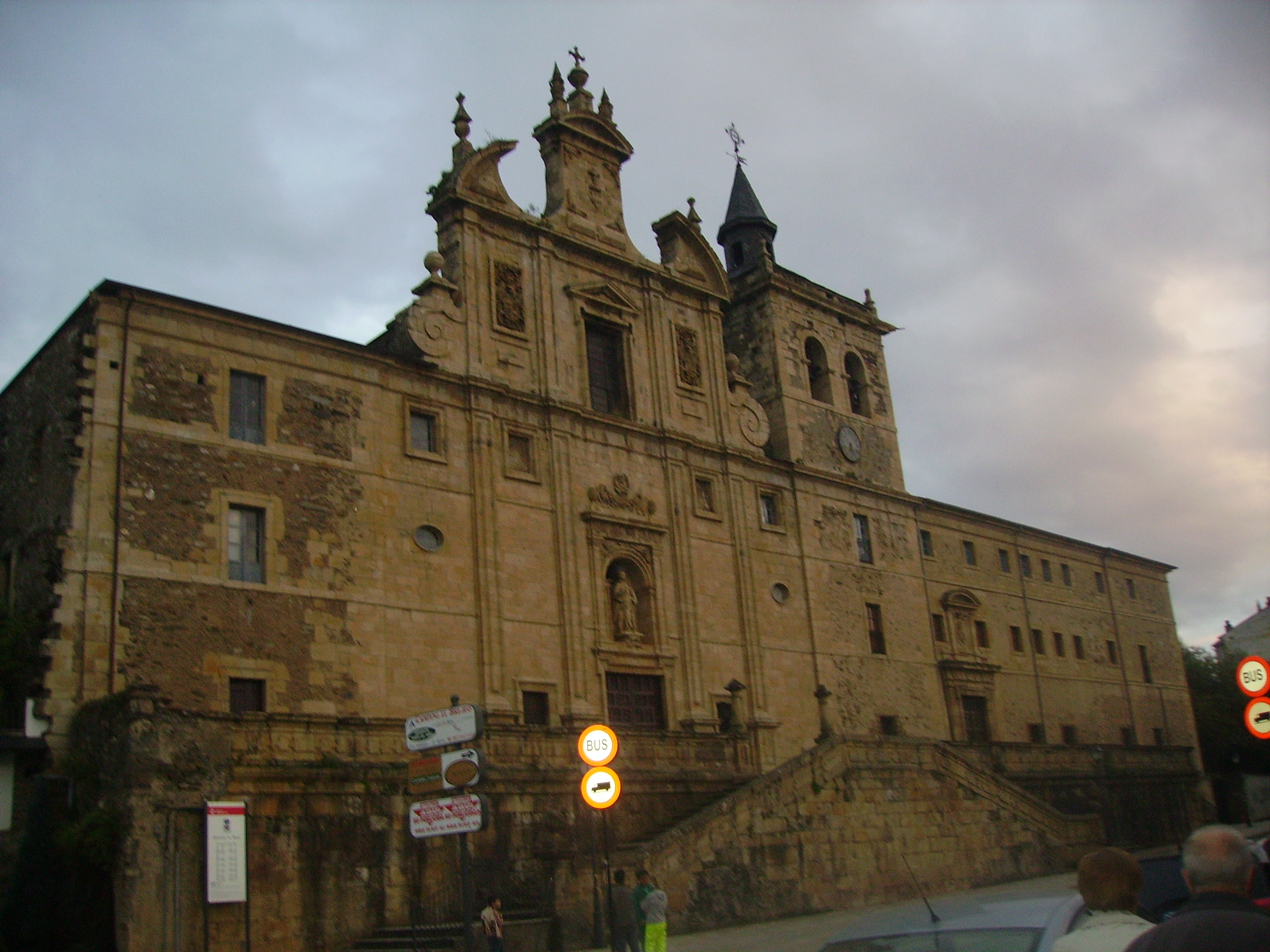
Sede de la antigua Diputación de la Provincia del Vierzo o Provincia de Villafranca del Vierzo. Actualmente Convento de los Padres Paúles y hospedería

El 10 de marzo de 1822 se nombró jefe político de la provincia del Vierzo al abogado liberal, Juan de Zárate y Murga.
Los diputados que formaron la Diputación Provincial fueron los mismos que habían sido elegidos por El Bierzo para formar parte de la Diputación Provincial de León cuando El Bierzo formaba parte de ella, estableciéndose formalmente la toma de posesión de las actas de diputados el 5 de mayo de 1822 y el 3 de agosto la elección de jurados y Fiscal. Los diputados eran: Benito Lorenzo (párroco de Calamocos), Francisco Monasterio del Palacio (párroco de Bembibre), Eustaquio Mª. González Yebra y Cabeza de Vaca (vecino de Ponferrada), Manuel Mª. Losada (de Portela), Tomás Aquino Prada (de Rubiana), Antonio Valcarce (de Ponferrada) y Genadio Núñez (de Villafranca); los suplentes serían Joaquín Válgoma (Cacabelos), Francisco Francia (Villafranca) y Pedro Regalado Gabilanes (Columbrianos). La sede de la Diputación fue el Colegio de los Jesuitas de Villafranca. El 21 de agosto el coronel Carlos de Villapadierna fue nombrado nuevo jefe político.[cita requerida]

## Final de la provincia

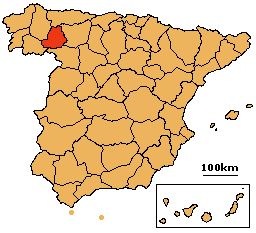
División territorial de España en 1822 con la provincia del Vierzo señalada en rojo

Tras la invasión francesa de 7 de abril de 1823 (los Cien Mil Hijos de San Luis) solo El Bierzo y Galicia, en el cuadrante noroeste de la península ibérica, seguían fieles a la Constitución.
El Bierzo se encontraba en estado de guerra desde el 16 de abril con las tropas del general Bourke a la entrada del Bierzo, preparándose para resistir, pero un armisticio (que no se había comunicado a las fuerzas bercianas comandadas por el coronel Francisco Colombo) retiró las tropas constitucionales a Lugo el 4 de julio. Este mismo día, enviados del ejército realista llegaron a los ayuntamientos de Ponferrada y Villafranca del Bierzo, destruyendo cualquier simbología constitucional.
Las fuerzas bercianas, al mando del nuevo jefe político de la provincia del Vierzo, Nicolás de Castro (con carácter interino), iniciaron una resistencia desde las montañas del oeste berciano. Tildadas de "rebeldes" y a pesar de las partidas enviadas para contenerlas, contraatacaron y el 17 y 18 de agosto de 1823 tomaron Villafranca del Bierzo y Ponferrada, respectivamente restableciendo el orden constitucional durante cuatro días. Las fuerzas constitucionales bercianas resistieron hasta finales de septiembre.
Los nuevos gobernantes comenzaron las purgas contra los constitucionalistas, pero los distintos ayuntamientos y la población no colaboraron negándose a delatar a simpatizantes constitucionales con las más diversas excusas. El 1 de octubre de 1823 se declararon nulas las actuaciones del Gobierno Constitucional, dejándose en suspenso la provincia del Vierzo.[cita requerida]
En 1832 se incluyó al Bierzo como "provincia segregada de Orense y León", el 30 de noviembre de 1833 se designó una nueva división territorial, creada por Javier de Burgos, en la que no existía ya ninguna provincia berciana. La antigua provincia del Vierzo, fue dividida en tres: la mayor parte actualmente forma parte de la provincia de León, mientras que otros once pueblos que tradicionalmente habían pertenecido a la merindad de Aguiar (Bierzo Oeste) se otorgaron a la provincia de Lugo y gran parte de lo que hoy es la comarca de Valdeorras (cinco municipios actuales) pasaron a formar parte de la provincia de Orense.

## Intentos posteriores de recuperación
La supresión de la provincia no fue tomada, en principio, como algo definitivo, sino como un castigo ante la defensa de la opción constitucional del Bierzo[cita requerida]. Se sigue citando en los documentos oficiales locales a la extinta provincia como si siguiera vigente y los nuevos representantes ponferradinos, aunque de acuerdo con la reivindicación, siguen echando la culpa de todos los males al hecho de haber concedido la capitalidad a Villafranca del Bierzo. En 1834, se crearon los partidos judiciales de Ponferrada y Villafranca del Bierzo. [cita requerida]
En este periodo, un "consorcio" de alcaldes y párrocos de todos los ayuntamientos bercianos tomaron el acuerdo de hacer una Agrupación o Junta regional que plasmase la antigua diputación berciana, dividiendo, para ello, El Bierzo en seis grupos llamados "Veredas": Vereda de Galicia (capital Villafranca del Bierzo), Vereda de Ancares y Rivas (sic) del Sil, Vereda de Ponferrada, Vereda de Bembibre-Boeza, Vereda de Puente de Domingo Flórez y Vereda de Castilla (desde el sur de Ponferrada hasta el límite con Zamora)
En 1836 la nueva Ley electoral, favorecedora de rentistas y terratenientes, dio lugar a una nueva administración inoperante en la práctica. Esta ley perjudicó seriamente las opciones de recuperar el estatus de provincia para El Bierzo.
Se sucedieron diversos intentos y protestas de los representantes bercianos (siempre los de Villafranca por un lado y los de Ponferrada por otro) con el fin de recuperar la provincia, especialmente a partir de la regencia de Espartero (1841). Por Ponferrada intercedieron, principalmente, el diputado Pascual Fernández Baeza y el senador Nemesio Fernández García. Por Villafranca del Bierzo, Apolinar Suárez de Deza con el apoyo de la comarca de Valdeorras.
En 1842 se abrieron nuevas ilusiones, sobre todo por parte de Ponferrada, ante el proyecto presentado ese año por Fermín Caballero, que contemplaba la creación de la provincia de Ponferrada.
Este proyecto supuso que la villa de Ponferrada comenzara una serie de iniciativas en pos de recuperar la provincia y la capitalidad provincial, entre ellas las intervenciones de los diputados ponferradinos Pascual Fernández Baeza, Nemesio Fernández y del leonés Patricio de Azcárate ante el Regente del Reino, Espartero.
En 1846, ante el fracaso del proyecto de Fermín Caballero, José Pérez Carús dirige un nuevo expediente, este ante la reina, movilizando a todos sus representantes, añadiéndose a ellos el cacabelense marqués de Villagarcía, Francisco Antonio Álvarez Lorenzana Armesto y Válgoma y Tejeiro, miembro del Consejo de S.M., diputado y contador general del Reino.
Cabe indicar que políticos y personajes de fuera del Bierzo se manifestaron a favor de recuperar la provincia para El Bierzo, es este el caso del deán de la catedral de Murcia, Manuel Goyanes los apoyos llegan también desde León, en boca de su diputado Patricio de Azcárate.
El propio ministro Madoz era favorable a su recuperación y en esa intención se manifestó públicamente.
Aún después de tantos reveses los bercianos partidarios de la provincia no se rinden y continúan reivindicando la provincia siendo sus principales defensores el abogado (y posterior alcalde de Ponferrada) Isidro Rueda y el alcalde de Villafranca del Bierzo Santiago Capdevila, pero esta vez empiezan a manifestarse en contra los grupos más conservadores que ven en el aislamiento de la región su mejor baza en la conservación de sus privilegios y rentas, destaca la oposición de la familia Valdés, el mayor rentista berciano.
Durante el Bienio Progresista (1854-1855), y aún tras los fracasos de los proyectos e iniciativas anteriores, volvieron a surgir los pronunciamientos desde los dos ayuntamientos, Villafranca del Bierzo y Ponferrada, enfrentados siendo este último el principal freno a sus aspiraciones. Poco a poco, los antes liberales fueron acumulando rentas gracias a sus puestos públicos e influencias, encontrando que, el aislamiento del Bierzo pudo haber favorecido a sus intereses. Aun así, surgieron iniciativas en pos de la recuperación del estatus provincial del Bierzo. El ayuntamiento de Ponferrada presentó la propuesta del "establecimiento de la Provincia del Bierzo"(sic) otro tanto, por su lado, hizo el ayuntamiento villafranquino. Posteriormente, las crisis sucesivas, la falta de inversiones en infraestructuras y la inestabilidad política hicieron retroceder al sector de la burguesía liberal que apoyaba la provincia abandonan la idea al revalorizarse sus rentas por el aislamiento de la región.